# تيم روجرز
تيم روجرز (بالإنجليزية: Tim Rogers)‏ هو لاعب كرة قدم أمريكية أمريكي، ولد في 7 يوليو 1966.